# 湯氏腔吻鱈
湯氏腔吻鱈，為輻鰭魚綱鱈形目鼠尾鱈科的其中一種，分布於中西太平洋菲律賓海域，屬深海底棲性魚類，深度247-366公尺，體長可達63.5公分，棲息在底層水域，生活習性不明。